# Honda Team Asia
Das Honda Team Asia ist ein Motorradsport-Team aus Japan, welches von Hiroshi Aoyama gegründet wurde. Es tritt in der Moto2- sowie in der Moto3-Klasse der Motorrad-Weltmeisterschaft an. Die Fahrer 2025 sind Yuki Kunii und Mario Aji (Moto2) sowie Tatchakorn Buasri und Taiyo Furusato (Moto3). In der Moto2 konnten bisher sieben Rennen durch Takaaki Nakagami, Chantra und Ogura gewonnen werden, sowie ebenfalls drei Moto3-Rennen durch Khairul Idham Pawi und Kaito Toba. Weitere bekannte ehemalige Piloten des Teams sind Yūki Takahashi und Ratthapark Wilairot. Alle bisherigen Fahren stammen aus Ostasien (Japan, Thailand, Malaysia und Indonesien).

## Statistik

### Team-WM-Ergebnisse

#### Moto2 (seit 2018)
- 2018 – Dreizehnter
- 2019 – Dreizehnter
- 2020 – Fünfzehnter
- 2021 – Sechster
- 2022 – Zweiter
- 2023 – Vierter
- 2024 – Zehnter

#### Moto3 (seit 2018)
- 2018 – Fünfzehnter
- 2019 – Achter
- 2020 – Sechster
- 2021 – Vierzehnter
- 2022 – Fünfzehnter
- 2023 – Zwölfter
- 2024 – Neunter

### Grand-Prix-Siege
| Saison | Klasse | Rennen                              |
| ------ | ------ | ----------------------------------- |
| 2016   | Moto2  | Niederlande                         |
| 2016   | Moto3  | Argentinien Deutschland             |
| 2017   | Moto2  | Vereinigtes Konigreich              |
| 2019   | Moto3  | Katar                               |
| 2022   | Moto2  | Indonesien Spanien Osterreich Japan |
| 2023   | Moto2  | Japan                               |